# Choi Won-myeong
Choi Won-myeong (Hangul: 최원명), es un actor y modelo surcoreano, conocido por haber sido copresentador del programa Music Bank.

## Biografía
Inició su servicio militar obligatorio, el cual finalizó en junio de 2021.

## Carrera
Es miembro de la agencia "King Kong by Starship" (previamente conocida como "King Kong Entertainment") de Starship Entertainment (스타쉽 엔터테인먼트).
El 18 de agosto del 2017 se unió al elenco principal de la serie web Between Friendship and Love 2 (también conocida como "Always a Boyfriend, Never a Boyfriend") donde interpretó a Nam Sa-rang, hasta el final de la serie el 29 de septiembre del mismo año.
El 15 de junio del 2018 se unió al programa de música Music Bank donde fue copresentador junto a la cantante Kei, hasta el 25 de junio del 2019.
Ese mismo año se unió al elenco recurrente de la serie Wok of Love donde interpretó a Yang Gang-ho, el miembro más joven de la pandilla "Big Dipper", un joven extremadamente leal y fuerte, que trabaja junto a sus amigos como chefs.
El 7 de octubre de 2021 se unió al elenco de la serie Peng (también conocida como "Fang") donde dio vida a Pi Jung-won, un talentoso artista de los medios de comunicación que también posee su propia galería y cafetería.

## Filmografía

### Series de televisión
| Año     | Título                        | Personaje      | Notas                   | Ref.          |
| ------- | ----------------------------- | -------------- | ----------------------- | ------------- |
| 2015    | Great First Wives             | Na Min-gyu     |                         |               |
| 2015    | Witch's Castle                | Kang Hoon-nam  |                         |               |
| 2017    | Strong Woman Do Bong-soon     | Estudiante     |                         |               |
| 2017    | Between Friendship and Love 2 | Nam Sa-rang    | Serie web, 13 episodios |               |
| 2018    | Wok of Love                   | Yang Gang-ho   |                         |               |
| 2018    | A-Teen                        | Choi Won-myung | Serie web               |               |
| 2018    | Life Book Room (인생책다방)   |                | Serie web, 10 episodios |               |
| 2021    | Peng                          | Pi Jung-won    | 10 episodios            | [ 8 ]         |
| 2022    | La vida fabulosa              | Lee Nam-jin    |                         | [ 9 ]         |
| 2023-24 | Entre él y ella               | Ahn Si-hoo     |                         | [ 10 ] [ 11 ] |
| 2025    | El comedor de Heo             | Rey Gwanghae   | Serie web, 10 episodios | [ 12 ]        |

### Programas de variedades
| Año  | Programa              | Notas                 |
| ---- | --------------------- | --------------------- |
| 2015 | Crime Scene: Season 2 | (detective asistente) |
| 2017 | Modulove              | miembro               |

### Presentador
| Año     | Título     | Notas                        |
| ------- | ---------- | ---------------------------- |
| 2018-19 | Music Bank | co-presentador - junto a Kei |

### Apariciones en videos musicales
| Año  | Artista                      | Canción                         | Notas                |
| ---- | ---------------------------- | ------------------------------- | -------------------- |
| 2018 | Mind U (마인드유) ft. CHEEZE | "Bored" (권태)                  | junto a Choi Hee-jin |
| 2017 | Soyou                        | "The Blue Night of Jeju Island" |                      |
| 2015 | K.Will ft. Davichi           | "You Call It Romance"           | [ 15 ]               |

### Anuncios
| Año  | Título             | Notas |
| ---- | ------------------ | ----- |
| 2018 | SK Broadband Btv   |       |
| 2018 | Cacao Melon        |       |
| 2018 | Fitz               |       |
| 2018 | McDonald's         |       |
| 2018 | Granola (그래놀라) |       |
| 2017 | Jeju Suzhou        |       |
| 2017 | UNIQLO             |       |

## Premios y nominaciones
| Año  | Categoría                    | Premio                  | Trabajo    | Resultado |
| ---- | ---------------------------- | ----------------------- | ---------- | --------- |
| 2018 | Rookie Award for Talk & Show | KBS Entertainment Award | Music Bank | Ganó      |